# Malacocincla sepiaria
Malacocincla sepiaria е вид птица от семейство Pellorneidae.

## Разпространение
Видът е разпространен в Бруней, Индонезия, Малайзия и Тайланд.